# Adolf z Osnabrück
Adolf z Osnabrück (ur. ok. 1185, zm. 30 czerwca 1224) – święty katolicki, biskup.
Był synem hrabiego na Tecklenburgu. W Kolonii pełnił funkcję kanonika, a później wstąpił do cystersów w Alt-Camp. W roku 1216 został biskupem w Osnabrücku. Piastując swój urząd, zapisał się jako reformator.
Został kanonizowany w 1651 roku. Jego wspomnienie obchodzone jest w Kościele katolickim 30 czerwca.
W ikonografii przedstawiany jest w szatach biskupich, jego atrybuty to krzyż symbol pobożności a także pokory jaką zachował gdy został biskupem, leżący u jego stóp człowiek symbolizuje troskę jaką otaczał ubogich i trędowatych.